# Izaskun Bilbao
Izaskun Bilbao Barandica (Bermeo, 27 maart 1961) is een Baskisch juriste en politica. Ze zetelt sinds de verkiezingen van 2009 in het Europees Parlement voor de Partido Nacionalista Vasco (ALDE).

## Biografie
Bilbao Barandica studeerde rechten aan de Universiteit van Madrid, welke studie ze in 1985 afrondde. Tussen 1987 en 1991 was ze gemeenteraadslid in Bermeo. In 1999 behaalde ze haar mastergraad in bedrijfskunde.
In 1998 werd Bilbao Barandica verkozen tot lid van het Baskisch parlement, waar ze voorzitter was van de Commissie landbouw en visserij. Bij de verkiezingen van 2001, 2005 en 2009 werd ze herkozen. Tussen 2005 en 2009 was Bilbao Barandica voorzitter van het Baskisch parlement.
Bij de verkiezingen van 2009 werd Bilbao Barandica verkozen tot lid van het Europees Parlement voor de Partido Nacionalista Vasco. Ze is lid van de commissie vervoer en toerisme en was tot 30 juni 2014 ondervoorzitter van de delegatie voor de betrekkingen met de landen van de Andesgemeenschap. Tevens maakte ze tot die datum onderdeel uit van de delegatie in de Euro-Latijns-Amerikaanse Parlementaire vergadering en was ze lid van het bureau van ALDE.